# زندگی در حال نابودی
زندگی در حال نابودی (به انگلیسی: A Slipping-Down Life) فیلمی محصول سال ۱۹۹۹ و به کارگردانی تونی کالم است. در این فیلم بازیگرانی همچون لیلی تیلور، گای پیرس، ایرما پی. هال، جان هاکس، ورونیکا کارترایت، مارشال بل، شاونی اسمیت، سارا رو، برونو کیربی، تام باور و لو تامپل ایفای نقش کرده‌اند.